# Lampyroidea graeca
Lampyroidea graeca is een keversoort uit de familie glimwormen (Lampyridae). De wetenschappelijke naam van de soort werd voor het eerst geldig gepubliceerd in 1833 door Laporte als Luciola graeca.